# Gara de Nord (stație de metrou)
Gara de Nord este o stație de metrou din București situată în imediata apropiere a gării omonime de cale ferată. Ea deservește magistralele M1 și M4. Spre deosebire de stația Basarab, comunicarea dintre cele două magistrale nu este posibilă fără părăsirea zonei de facturare. 

### Gara de Nord (M1)

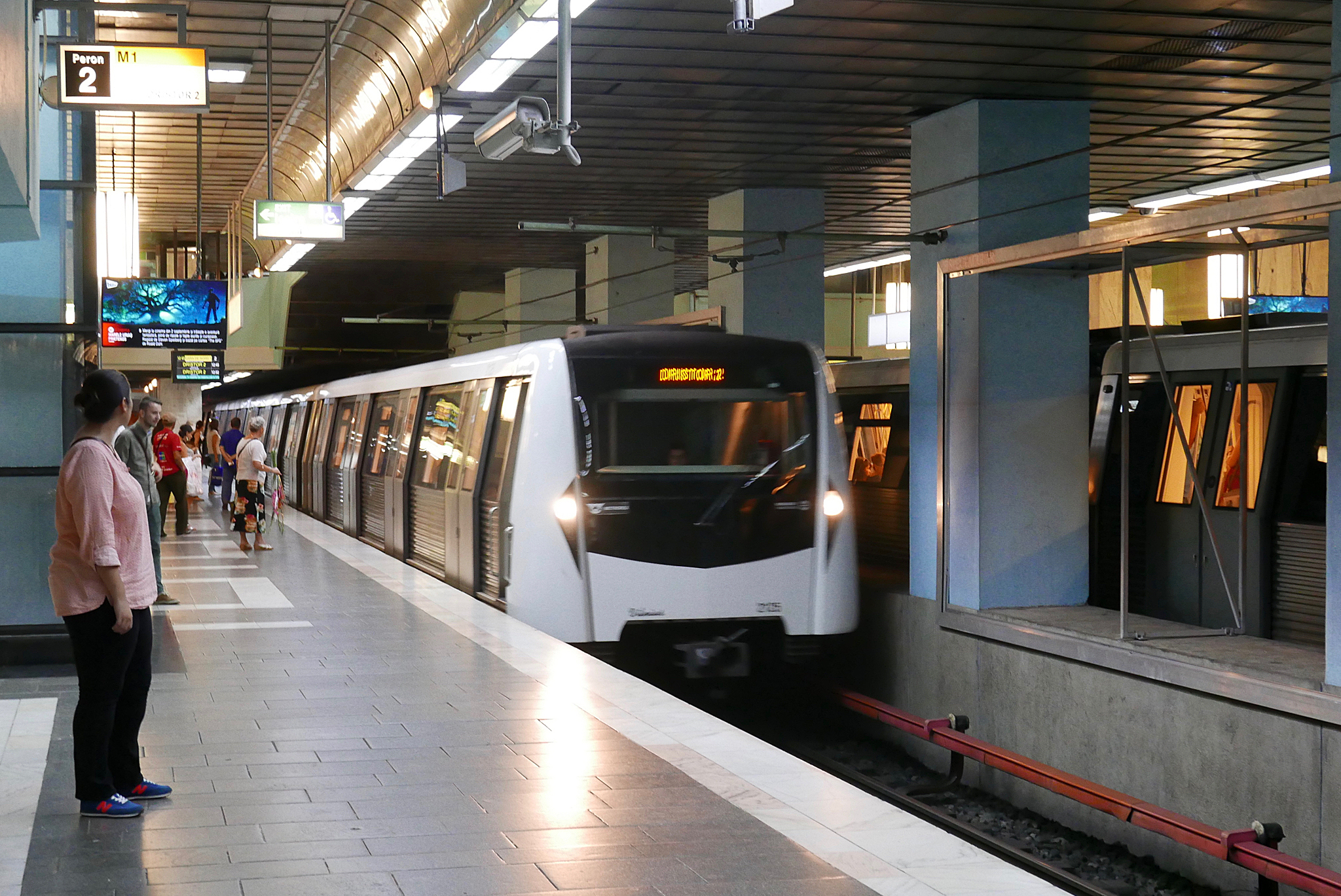
Statia de metrou Gara de Nord

Inițial, Gara de Nord  ar fi trebuit să fie un ansamblu de două terminale suprapuse, fiecare deservind două linii de metrou diferite. Astfel, planul inițial al magistralei 1 presupunea ca aceasta să se oprească la Gara de Nord,  în stația de deasupra. Din "stația de dedesubt", situată direct sub cea actuala, ar fi început magistrala III. Aceasta trebuia sa o ia către Basarab, apoi pe bulevardul Titulescu, Piața Victoriei și apoi Pantelimon.
Totuși, Ceaușescu s-a opus acestei configurații, spunând că: ”Cum adică, la Gara de Nord două stații, suprapuse una peste alta?”. În ciuda protestelor dictatorului, stațiile erau construite, inclusiv tunelul spre Basarab al magistralei III. Când a aflat de planurile acelei linii, Ceaușescu s-a opus vehement în continuare: ”Nu, tovarăși! Să treacă trenurile, să meargă în continuare, să fie doar o singura stație și să nu se oprească la gară. Eu am fost și cu mașina, și pe jos și se poate!”.
Din această cauză, la Gara de Nord există sub stația M1 o altă stație, umplută cu pământ. Nu există nicio poză cu aceasta înainte să fie acoperită. Stația de deasupra, care este în prezent parte a liniei M1, se termină cu o curbă cu o rază de 90 metri ce permite intrarea sub strada Polizu. Viteza vagoanelor este de 30 km/h în acea zonă și uzura asupra roților este uriașă.
De asemenea, o legendă urbană spune că platforma de sus a unui tunel cu două niveluri era utilizata pentru a gara trenurile peste noapte, în cazul în care nu exista loc în alte părți. Se spune că un tren Astra IVA A fost lăsat pe această platformă, dar șinele care duceau înspre ea au fost distruse de către lucrările de construcție. Astfel, trenul a fost lăsat acolo, abandonat, iar în locul său un alt set cu aceleași numere a fost livrat de către Astra Arad. Povestea continuă, spunând că trenul a fost eventual găsit în stare funcțională bună după 1989, însă din moment ce nu a putut fi scos de acolo, a fost lăsat din nou. Cu mulți ani după, hoți au intrat în tuneluri și au scos părți din vagoane.

Pe noua hartă a rețelei, stația este numită Gara de Nord 1, dar în anunțuri este numită simplu Gara de Nord, evitând confuzia.

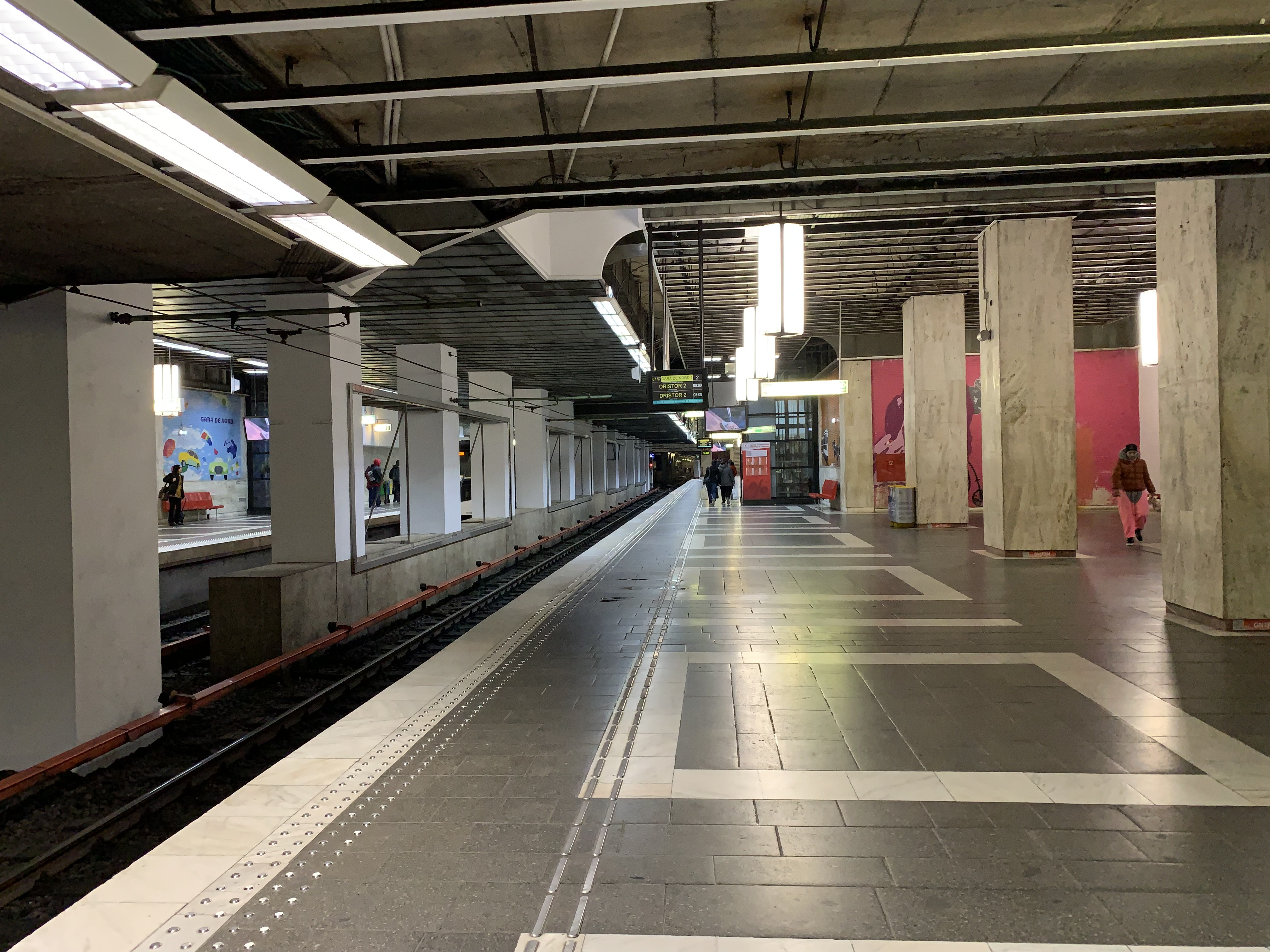
Stație după reconstrucție

## Gara de Nord (M4)
Lucrările de construcție ale stației au început în 1989, însă acestea s-au oprit din cauza urmărilor revoluției din același an. Aceasta a dus la o criza economică, cauzând o lipsă de fonduri. Totuși, în 1996, lucrările au reînceput, prin evacuarea apei din tuneluri. 4 ani mai târziu, în 2000, primul tronson al liniei M4, Gara de Nord  - 1 Mai, a fost deschis.